# Левые демократы и республиканцы
Левые демократы и республиканцы (Демократические и республиканские левые, фр. groupe de la Gauche démocrate et républicaine) — депутатская группа в Национальном собрании, включающая представителей Французской коммунистической партии (ФКП), а также других левых партий из заморских территорий Франции. 

## История
Результат Французской коммунистической партии (ФКП) в 2007 году оказался крайне низким сначала на президентских выборах, на которых национальный секретарь партии Мари-Жорж Бюффе баллотировалась в качестве кандидата, поддерживаемого ФКП в качестве части антилиберального альянса; она потерпела поражение в первом туре, получив всего 1,93% от общего числа голосов, что считается «катастрофическим» для партии. Результат партии на последующих выборах в Национальное собрание был таким же невысоким: х он превзошел прогнозы социологических опросов, которые давали ей от 5 до 15 мест,  она все же не достигла порога в 20 депутатов, необходимого на тот момент депутатской группы в Национальном собрании. В результате Ален Боке, уходящий лидер предыдущей коммунистической группы в собрании, 18 июня потребовал, чтобы требование о количестве депутатов для формирования депутатской группы было снижено с 20 до 15, избранных от ФКП (не считая перебежчика Максима Гремеца или ассоциированных депутатов ФКП Жан-Пьера Брара и Жака Десаллангра). Боке, ссылаясь на недавнюю победу Николя Саркози на президентских выборах, добавил, что «если президент республики является демократом, он это докажет», далее утверждая, что «вопреки всем прогнозам, условия для создания коммунистической группы в Национальном собрании были выполнены, и их признание является лишь нормативной формальностью».
Вечером 17 июня, во время второго тура парламентских выборов, Бюффе выступила с призывом сформировать «открытую» группу для выражения «голоса народа» в Национальном собрании, отметив Зеленых в качестве потенциальной цели. Признавая затруднительное положение ФКП, зеленый депутат Ноэль Мамер предложил в тот вечер, чтобы четыре члена зеленых, избранных в Национальное собрание, присоединились к депутатам-коммунистам, чтобы оказать необходимую поддержку для формирования политической группы в Национальном собрании, говоря, что он считает, что депутаты от зеленых примут принимают предложение Бюффе, надеясь заседать вместе с ФКП и другими левыми в «автономной группе» в Национальном собрании, независимой от Социалистической партии (ПС); Позже он добавил, что его приглашение было также направлено Движению граждан Жан-Пьера Шевенмана, Радикальной партии левых и другим левым. Бюффе 18 июня указал, что «группа открыта  миру», но не дала понять, что примет поддержку зеленых для создания группы.
Однако, несмотря на это соглашение, инициатива Бюффе по созданию общей группы с зелеными была в конечном итоге отвергнута, что положило конец возможности создания группы «коммунистов, республиканцев и экологов», как это предполагал Мамер. Обсуждения между Мамером, депутатом ФКП Патриком Брауезеком и различными левыми депутатами, включая Жерара Шарасса, были ненадолго начаты при очевидной поддержке руководства ФКП, которое стремилось укрепить свои позиции в парламенте и уменьшить количество перебежчиков и раскольников в своих рядах, однако в конечном итоге это ни к чему не привело. Таким образом, при наличии 18 депутатов-коммунистов, необходимо было найти еще двух депутатов для формирования группы. 
Однако, не сумев преодолеть порог в 20 депутатов самостоятельно, коммунисты, в частности Боке, в конечном итоге были вынуждены снова открыть дверь зеленым и иным силам, а Мамер предложил создать «радикальную, коммунистическую и зеленую» группу. Хотя ФКП продолжала ходатайствовать о снижении планки для создания депутатской группы с 20 до 15 депутатов, необходимое изменение регламента требовало согласия большинства Национального собрания, которое тогда контролировалось Союзом за народное движение. Поскольку не было никаких гарантий, что это произойдет, Боке сказал, что коммунисты должны действовать прагматично. Группа демократических и республиканских левых (groupe de la Gauche démocrate et républicaine) была окончательно сформирована 26 июня из 24 депутатов, Жан-Клод Сандри стал ее первым президентом;  в него входили депутаты ФКП (за исключением Андре Жерена, который отказался присоединиться), четыре зеленых и два независимых левых депутата: Альфред Мари-Жанна от Мартиники и Угетт Белло от Реюньона.
После выборов в парламент в 2012 году Андре Шассен был назначен 10 депутатами от Левого фронта для формирования депутатской группы, и теперь для формирования депутатской группы требуется только 15 депутатов, что снова повышает возможность поиска поддержки со стороны «прогрессивных» депутатов, представляющих Реюньон., Мартинику и Гваделупа. 
На выборах в законодательные органы 2017 года ФКП и Непокоренная Франция, основанная Жан-Люком Меланшоном перед президентскими выборами, не смогли создать альянс для выдвижения общих кандидатов на выборах в законодательные органы.  Оба впоследствии решили сформировать отдельные парламентские группы; Шассен заявил, что группа продолжит работу 21 июня, но не будет выступать против инициатив группы Меланшона. Настойчивость Меланшона в соблюдении дисциплины голосования при соблюдении программы его движения оказалась препятствием для любого потенциального союза между ними. На момент формирования 27 июня в состав депутатской группы входило 16 депутатов.

## Список председателей
| Имя              | Начало срока       | Конец срока        | Примечания    |
| ---------------- | ------------------ | ------------------ | ------------- |
| Жан-Клод Сандрие | 26 июня 2007 г.    | 1 сентября 2010 г. | [ 7 ] [ 13 ]  |
| Ив Коше          | 1 сентября 2010 г. | 29 ноября 2011 г.  | [ 13 ] [ 14 ] |
| Ролан Мюзо       | 29 ноября 2011 г.  | 19 июня 2012 г.    | [ 14 ] [ 15 ] |
| Андре Шассен     | 19 июня 2012 г.    | настоящее время    | [ 9 ]         |

## Результаты выборов
| Год  | Мест      | Изменение | Примечания |
| ---- | --------- | --------- | ---------- |
| 2007 | 24 из 577 | ▬         | [ 7 ]      |
| 2012 | 15 из 577 | ▼9        | [ 16 ]     |
| 2017 | 16 из 577 | ▲1        | [ 12 ]     |